# Petruro Irpino
Petruro Irpino este o comună din provincia Avellino, regiunea Campania, Italia, cu o populație de 367 locuitori și o suprafață de 3,14 km².

## Demografie
Petruro Irpino - evoluția demografică

|  | Graficele sunt indisponibile din cauza unor probleme tehnice. Mai multe informații se găsesc la Phabricator și la wiki-ul MediaWiki. |

Date: Recensăminte sau birourile de statistică - grafică realizată de Wikipedia